# HD 59438
HD 59438，又名BD-14 1925，SAO 152943、HR 2868，是一颗恒星，视星等为6.05，位于銀經230.57，銀緯1.36，其B1900.0坐标为赤經7h 24m 48.8s，赤緯-14° 1.36′ 8″。